# SN 2006od
SN 2006od – supernowa typu Ia odkryta 23 października 2006 roku w galaktyce A020754-0032. W momencie odkrycia miała maksymalną jasność 22,10m.